# Doris chrysoderma
Doris chrysoderma là một loài sên biển mang trần thuộc nhánh Doridacea, là động vật thân mềm chân bụng không vỏ sống ở biển trong họ Dorididae.

## Phân bố
Loài này được tìm thấy ở vùng nước ôn hòa Nam Úc từ New South Wales đến Tây Úc.
Địa bàn điển hình là Port Jackson.

## Hình ảnh

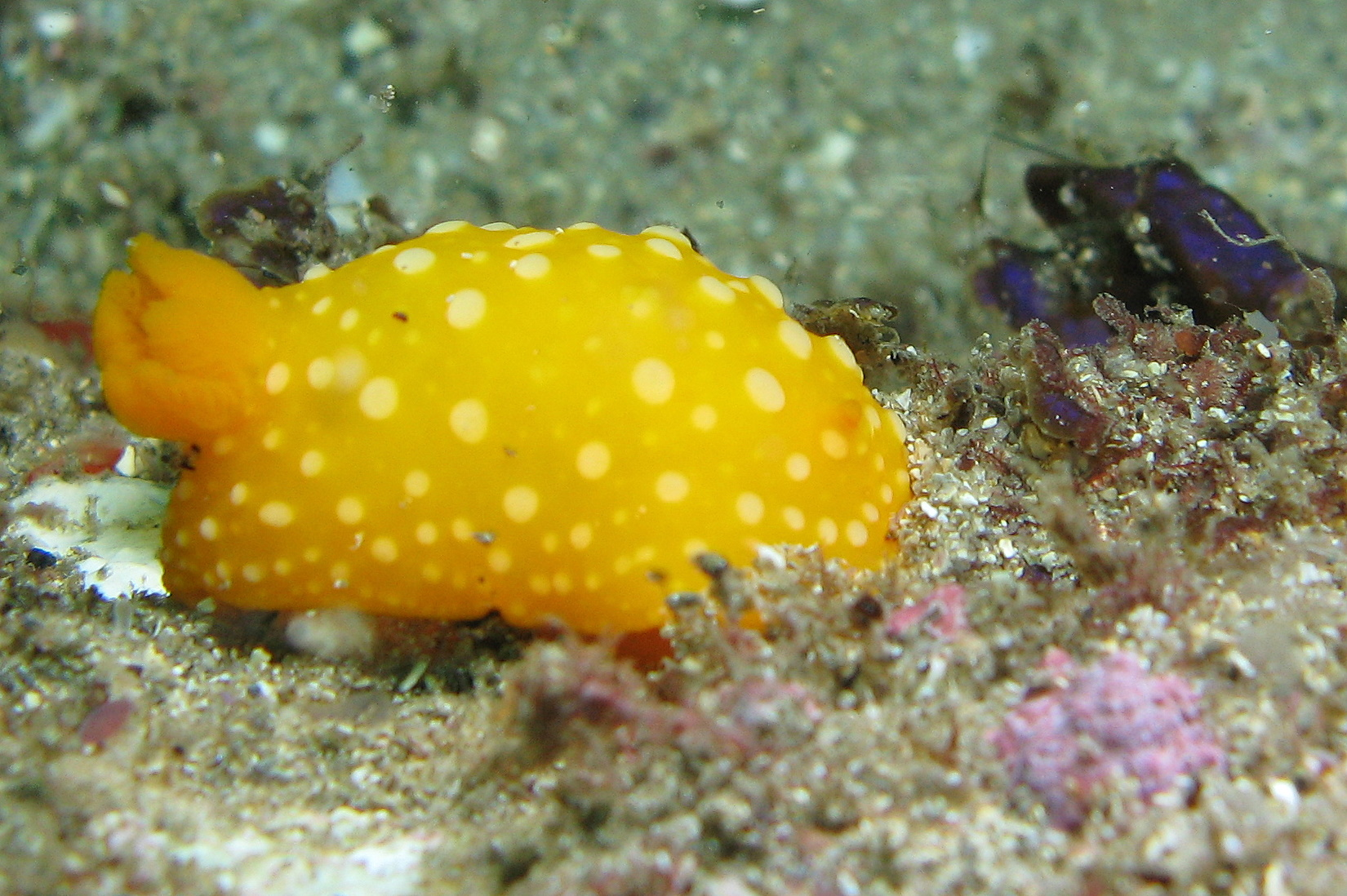
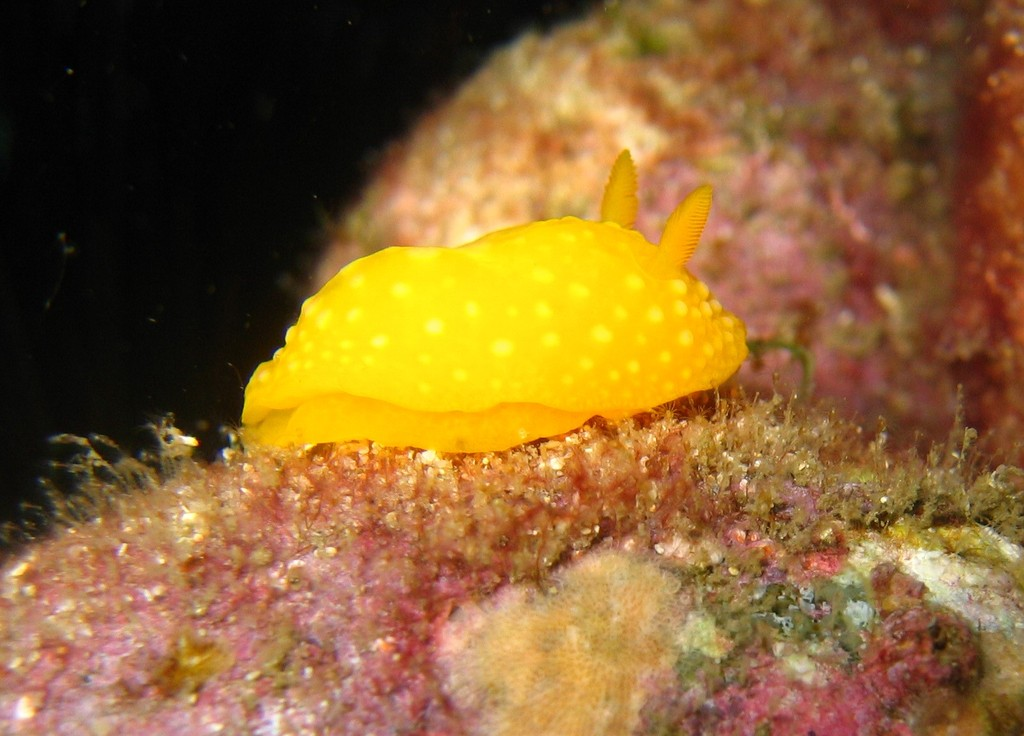